# Lagny-le-Sec

Lagny-le-Sec este o comună în departamentul Oise, Franța. În 1 ianuarie 2022 avea o populație de 2.046 de locuitori.